# Puig des Tossals Verds
Der Puig des Tossals Verds ist ein 1118 Meter hoher Berg auf der spanischen Baleareninsel Mallorca im Gebirge der Serra de Tramuntana. Er liegt östlich des Stausees Cúber im Gemeindegebiet Escorca. Zusammen mit den benachbarten Gipfeln Morro d'Almallutx (1064 Meter), Puig de sa Font (1071 Meter) und Sa Torreta (1058 Meter) bildet er das Gebirgsmassiv Tossals Verds.
Der Name Tossals Verds bezeichnet im Mallorquinischen eine aus einer grünen Ebene herausragende Anhöhe.

## Route zum Gipfel
Der Berg liegt am Fernwanderweg GR 221, der das Mittelgebirge der Länge nach durchläuft. Vom Rastplatz Font des Noguer (Parkplatz und Bushaltestelle der Linie 231) nahe des Stausees Cúber führt ein Weg zum Coll des Coloms (deutsch Taubenpass), an dem der teils steile Gipfelanstieg beginnt. Das letzte Stück verläuft auf einem schmalen Saumpfad, Klettererfahrung ist jedoch nicht erforderlich. Für den Weg hin und zurück sind  etwa 3½ Stunden einzuplanen.
Von der Berghütte Refugi de Tossals Verds am Südhang des Puig des Tossals Verds kann in gut zwei Stunden zum Gipfel aufgestiegen werden.
Von der Gipfelsäule hat man mit Puig Major, Puig de Massanella und Puig de l'Ofre die höchsten Berge Mallorcas im Blick, im Süden zeigen sich die Tafelberge Puig d'Alaró und Puig de s'Alcadena.

## Landschaft, Flora und Fauna
Der Aufstieg führt durch teils dichten Steineichenwald. In der verkarsteten Gipfelregion blühen im Herbst Vielblütige Heide (Erica multiflora) und Rosmarinsträucher, unmittelbar im felsigen Gipfelbereich findet sich Stech-Wacholder (Juniperus oxycedrus).
Am Torrent des Prat am Fuß der Nordostflanke des Berges kann u. a. das Sommergoldhähnchen (Regulus ignicapilla) und der Zaunkönig (Troglodytes troglodytes) gesichtet werden.

## Galerie

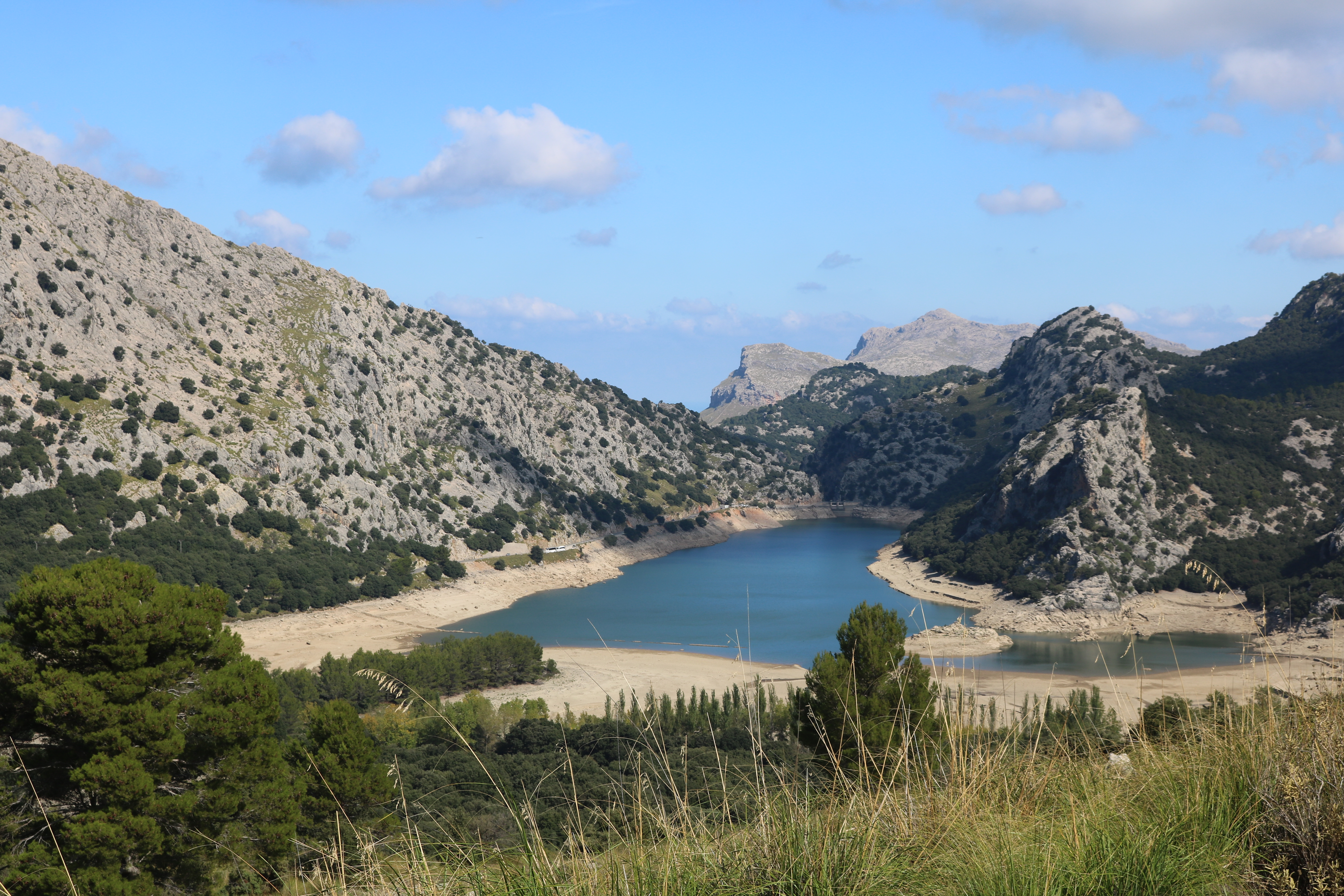
Stausee Cúber
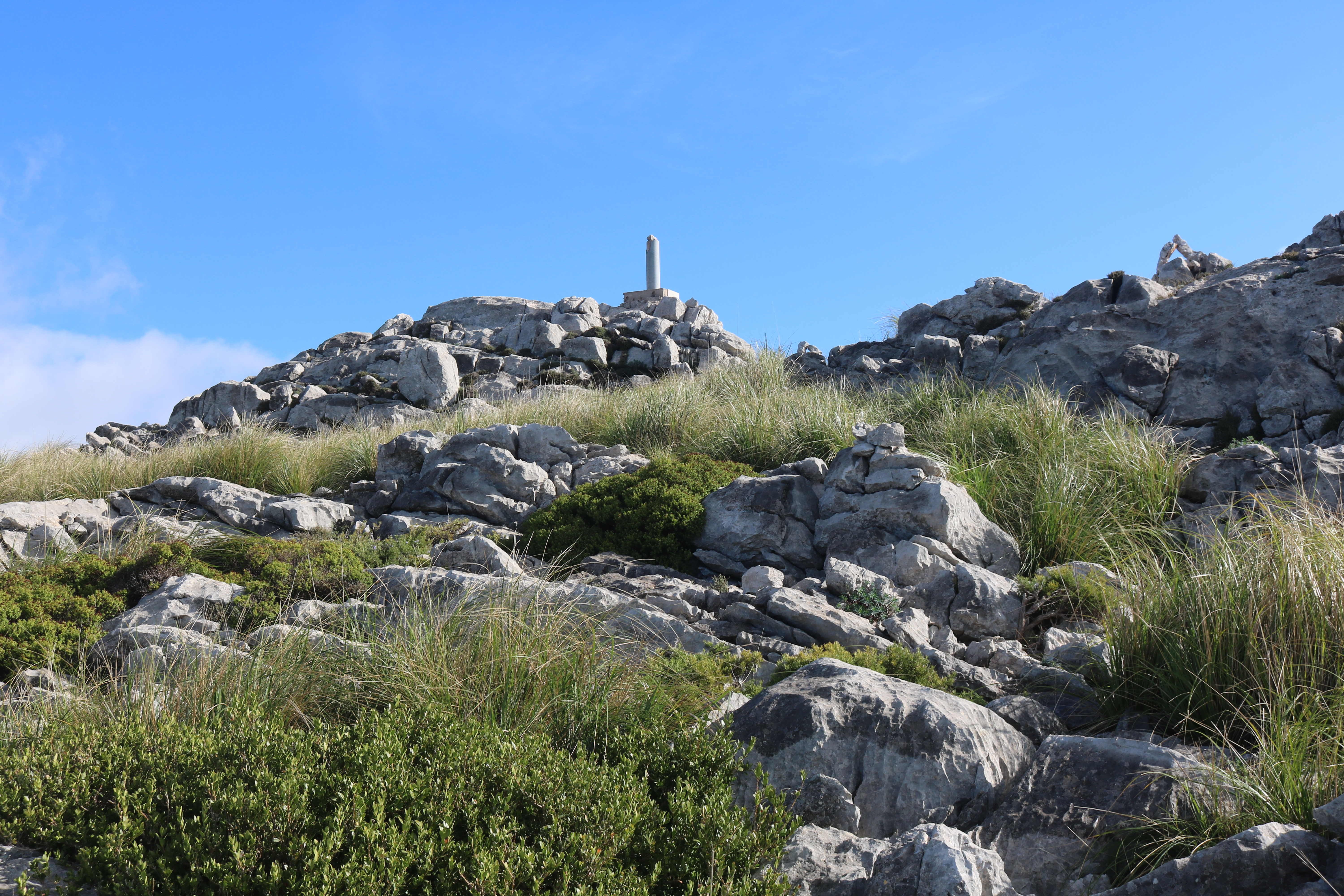
Gipfelsäule auf dem Puig des Tossals Verds
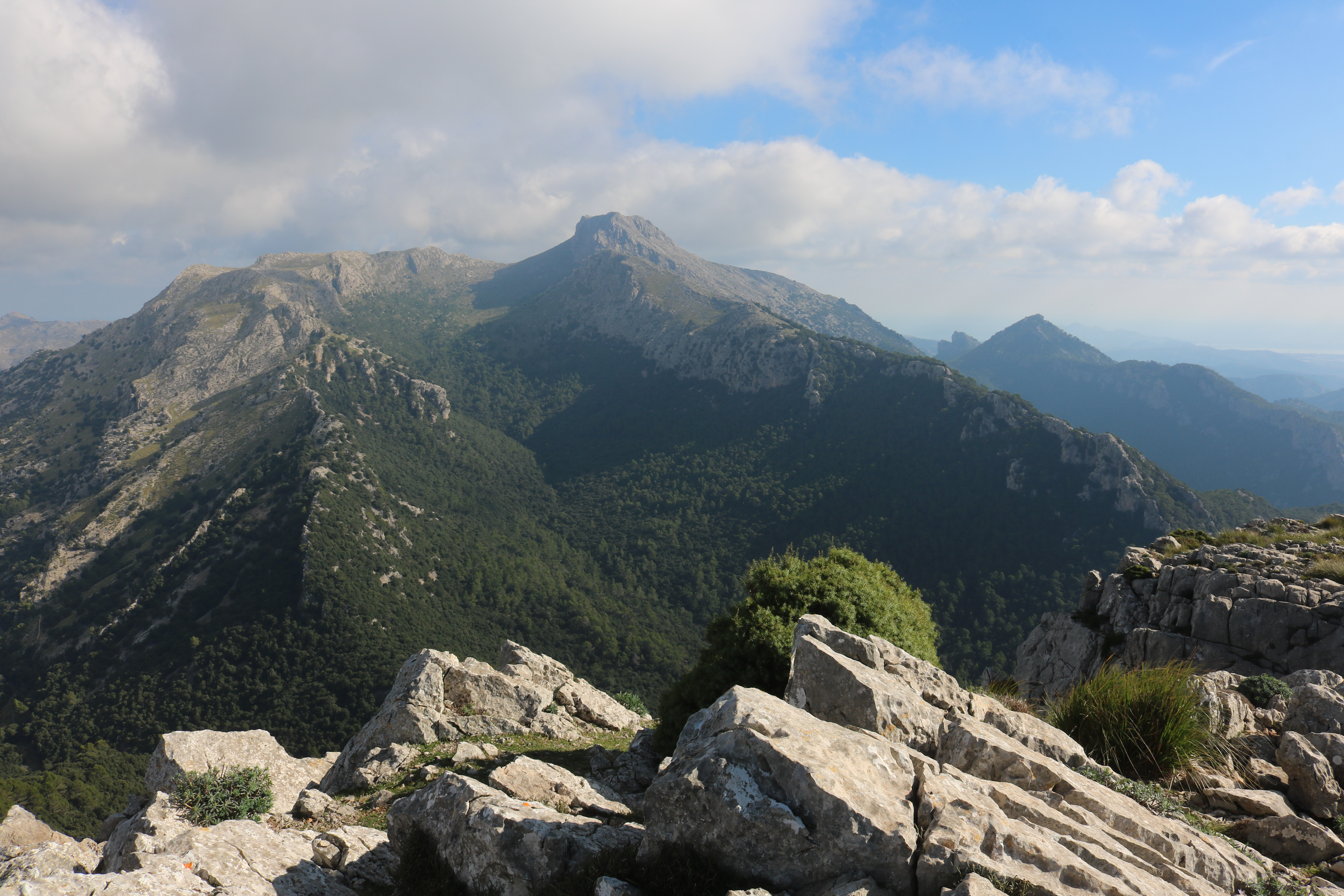
Puig de Massanella
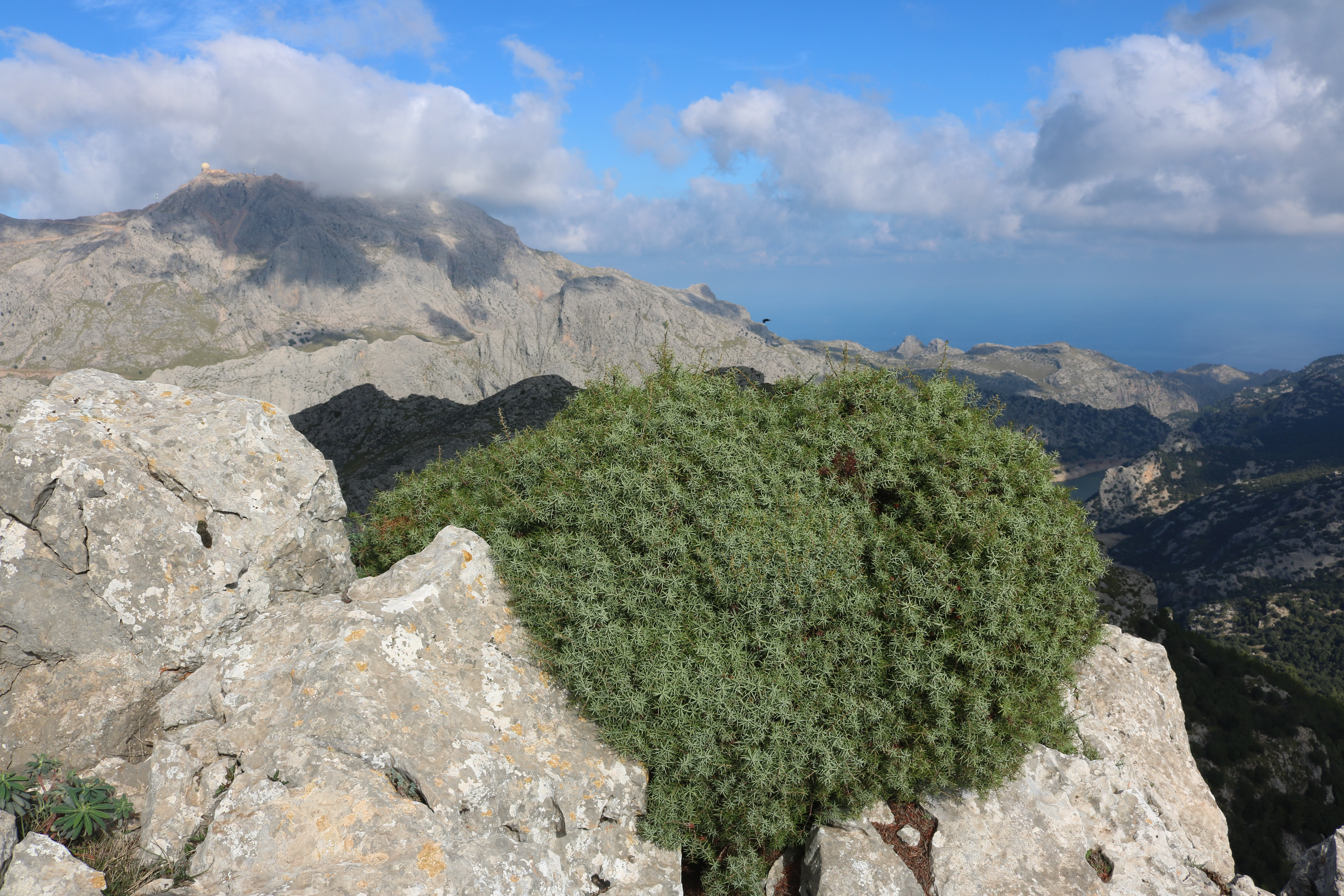
Stech-Wacholder, im Hintergrund der Puig Major
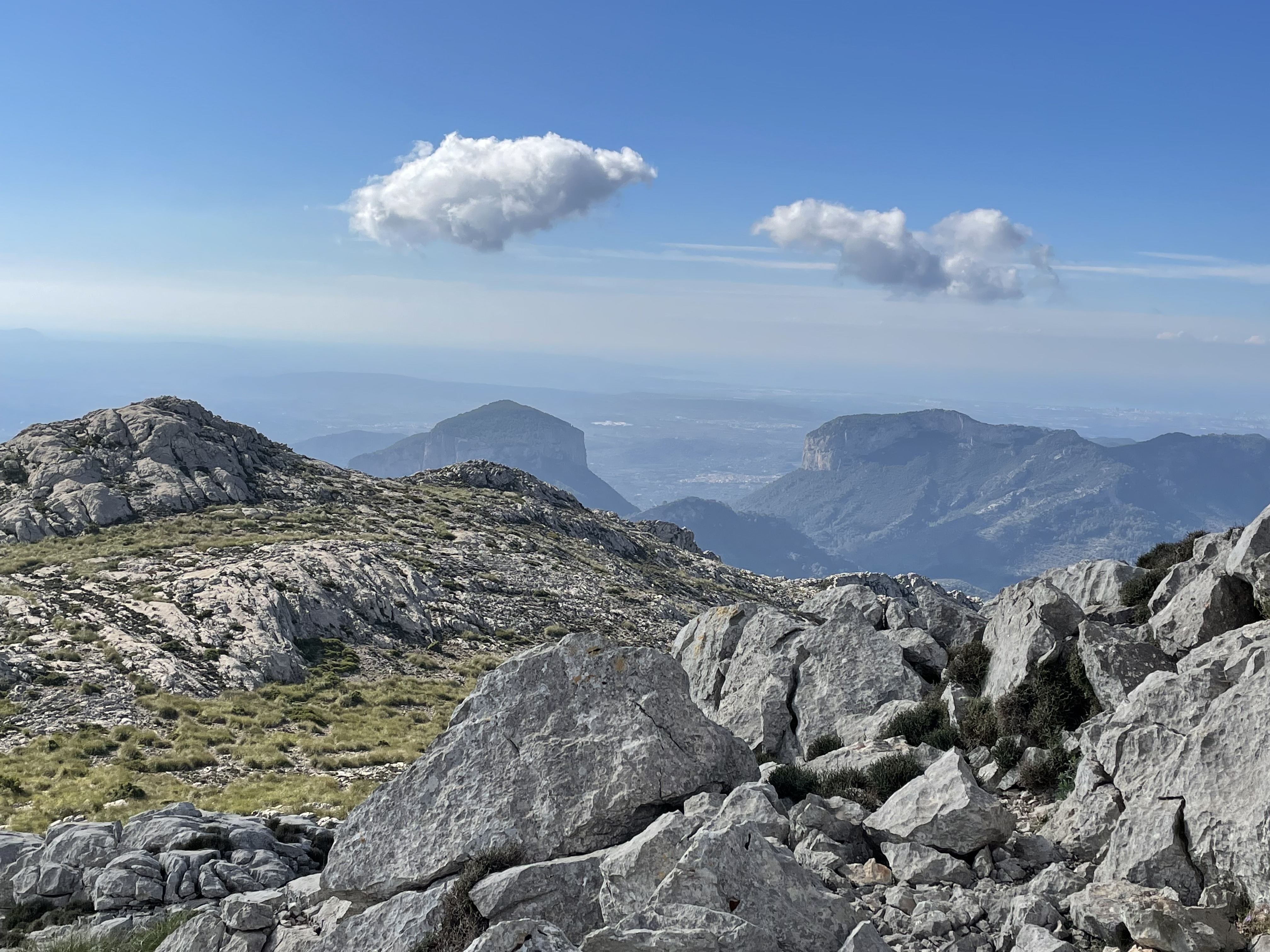
Die Tafelberge im Süden
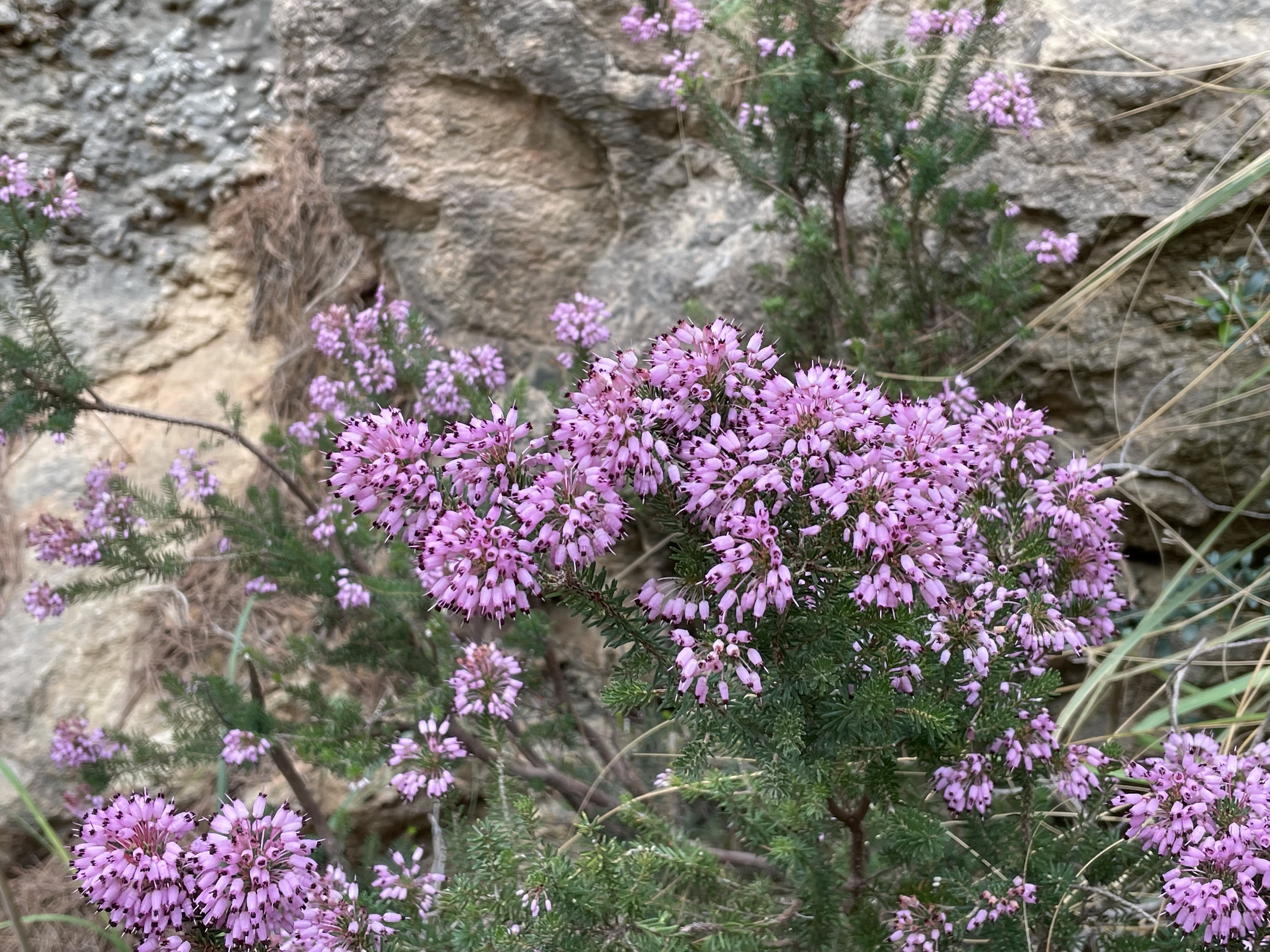
Heideblüte im Gipfelbereich